# 里约热内卢天主教大学
里约热内卢天主教大学（葡萄牙語：Pontifícia Universidade Católica do Rio de Janeiro, PUC-Rio）是位于巴西里约热内卢州里约热内卢的天主教教会私立大学。

## 沿革
1940年，该校由耶稣会建立。
该校已经培养了大约12,000名本科学生，2,500名研究生和4,000名其他学生，一直被巴西国民公认为顶尖大学之一。
该校以其卓越的法律、工程、计算机科学、心理学、经济学、商业与国际关系等学科而名扬巴西。
该校和哈佛大学、加州大学伯克利分校、加州大学洛杉矶分校、布朗大学以及其他欧洲大学有着良好的合作关系和交换生留学项目。

## 学院和专业

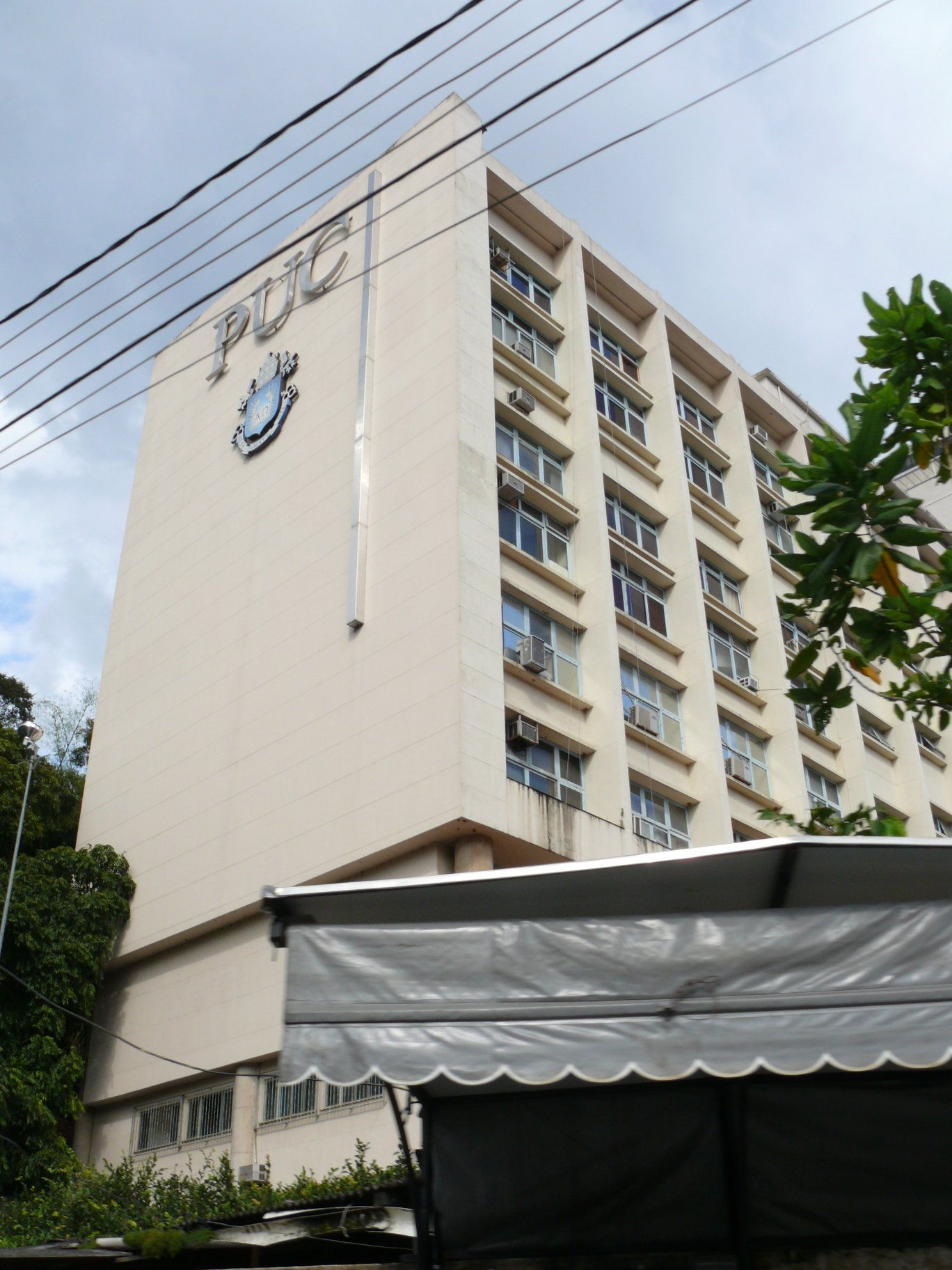
该校主大楼。

- 法律
- 工程
- 计算机科学
- 心理学
- 经济学
- 商业与国际关系

## 文化

### 校训
- 英語：；葡萄牙語：，中文：有志者事竟成。